# Rhysodesmus intermedius
Rhysodesmus intermedius är en mångfotingart som beskrevs av Chamberlin 1943. Rhysodesmus intermedius ingår i släktet Rhysodesmus och familjen Xystodesmidae. Inga underarter finns listade i Catalogue of Life.